# Seelbach
Seelbach es un municipio de Alemania perteneciente al distrito de Ortenau, en el estado federado de Baden-Wurtemberg. Con unos 5000 habitantes es el municipio más grande en el valle del Schutter.